# Teignmouth
Teignmouth (IPA:(/ˈtɪnməθ/ tin-məth)) est une ville et une paroisse civile du Devon, située dans le sud-ouest de l'Angleterre, sur la rive nord de l'estuaire de la rivière Teign. 
La ville s'est développée près d'un port de pêche pour devenir une station balnéaire à la mode et assez populaire pendant le règne du roi George[Lequel ?]. Elle s'est encore développée après l'ouverture des chemins de fer du South Devon Railway le 30 mai 1846. 
En 2021, la population de Teignmouth atteignait 14 933 habitants.
Cette ville est notamment connue comme étant celle où ont grandi les trois membres de Muse, célèbre groupe de rock. Un concert y a été donné les 4 et 5 septembre 2009 pour la sortie de The Resistance.

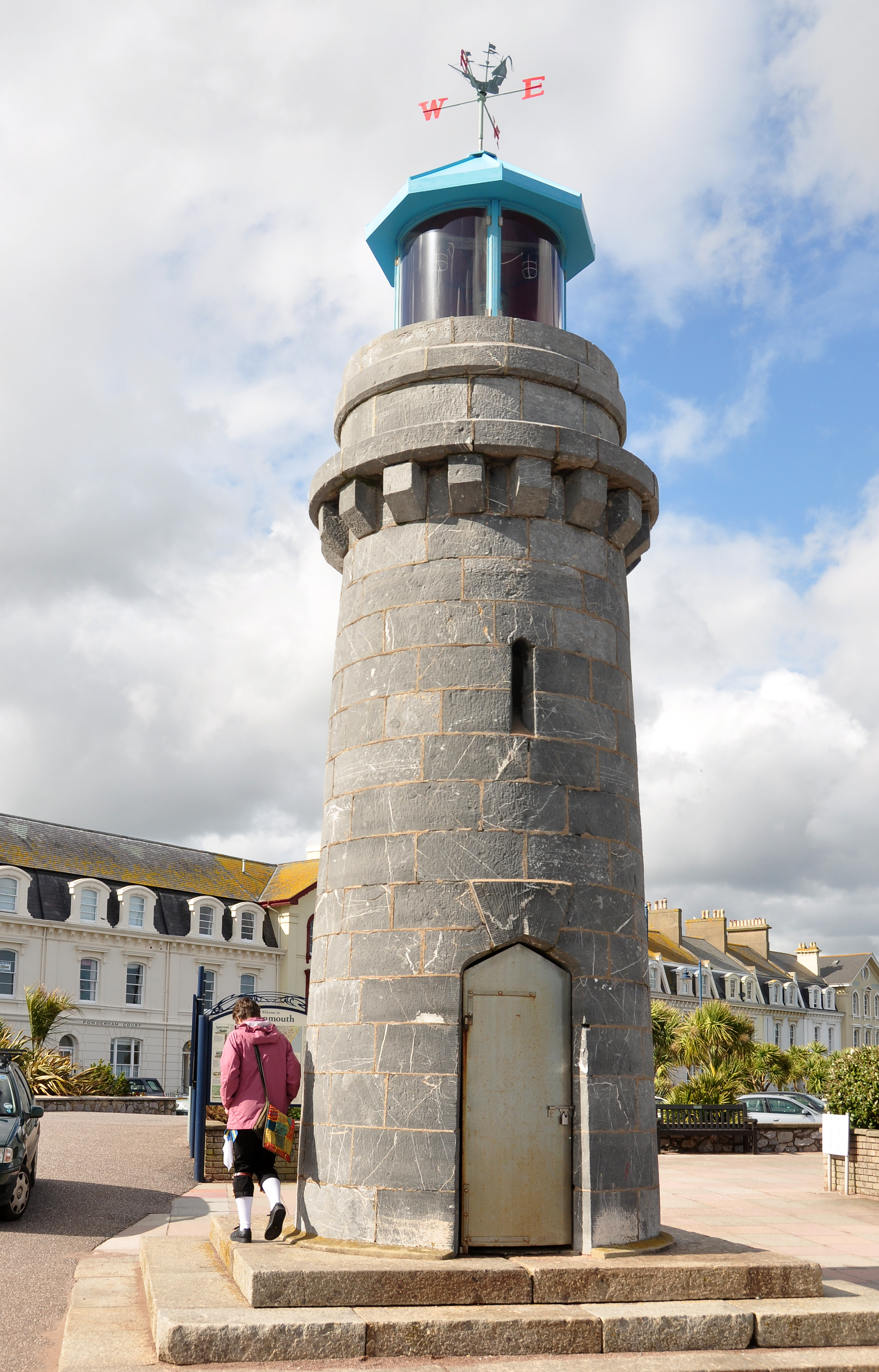
Phare de Teignmouth

## Jumelages
- Perros-Guirec (France).

## Personnalités liées à la ville
- George Shoobridge Carr (1837-1914), mathématicien et joueur d'échecs, y est né.
- Billy Drake (1917-2011), pilote de chasse anglais, y est mort.
- Alban Goodier (1869-1939), prêtre jésuite anglais, professeur et écrivain spirituel, archevêque de Bombay de 1919 à 1926, y est mort.
- Henry Haversham Godwin-Austen (1834-1923), topographe, géologue et naturaliste britannique, y est né et y est mort.
- Thomas Luny (1759-1837), peintre de marine prolifique, y est mort.
- Ethel Mannin (1900-1984), romancière britannique populaire aussi connue pour ses récits de voyage, y est morte.
- Elias Parish Alvars (1808-1849), harpiste britannique virtuose, y est né.
- Thomas Abel Brimage Spratt (1811-1888),  vice-amiral anglais, hydrographe et géologue, y est né.
- Danny Thompson (1939-), multi-instrumentiste britannique, surtout connu en tant que contrebassiste, y est né.
- Charles Vanden Wouwer (1916-1989), footballeur belge, y est né.
- John Westbrook (1922-1989), acteur, y est né.
- Thomas Vernon Wollaston (1822-1878), malacologiste et un entomologiste britannique, y est mort.
- William Frederick Yeames (1835-1918), peintre anglais, y est né.
- Muse en est originaire.
- Sophia Frances Anne Caulfeild (1824-1911), écrivaine, y est née.